# گاگا (گیاه)
گاگا (نام علمی: Gaga) نام یک سرده از زیرخانواده لبی‌سرخس‌واران است. این سرده به اقتباس از لیدی گاگا خواننده و ترانه‌نویس آمریکایی نام‌گذاری شده‌است.